# René Biolay

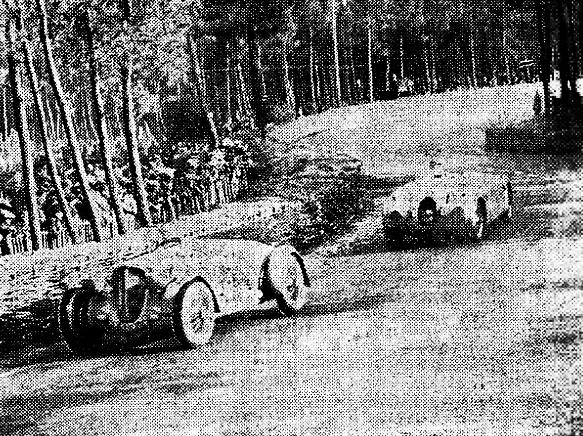
Der Delahaye 135 CS (vorne) von Louis Villeneuve und René Biolay beim 24-Stunden-Rennen von Le Mans 1939

René Maurice Biolay (* 24. Juli 1902 in Saint-Martin-des-Besaces; † 3. März 1945 im KZ Buchenwald) war ein französischer Autorennfahrer.

## Karriere
René Biolay war in den 1930er-Jahren als Rennfahrer aktiv. Er fuhr Monopostorennen und startete zweimal beim 24-Stunden-Rennen von Le Mans. Nach einem vierten Rang 1938 erreichte er 1939 den sechsten Gesamtrang. Seine beste Platzierung bei einem Sportwagenrennen war der zweite Platz beim 12-Stunden-Rennen von Paris 1938. Den Grand Prix de Pau 1939 beendete er als Siebter.
René Biolay war im Zweiten Weltkrieg Mitglied der Résistance. Nach seiner Verhaftung wurde er im März 1945 im KZ Buchenwald hingerichtet.

## Statistik

### Le-Mans-Ergebnisse
| Jahr | Team             | Fahrzeug        | Teamkollege      | Platzierung | Ausfallgrund |
| ---- | ---------------- | --------------- | ---------------- | ----------- | ------------ |
| 1938 | Louis Villeneuve | Delahaye 135CS  | Louis Villeneuve | Rang 4      |              |
| 1939 | Louis Villeneuve | Delahaye 135 CS | Louis Villeneuve | Rang 6      |              |